# 1ページの恋
『1ページの恋』（いちページのこい）は、2019年2月18日よりAbemaTVで配信されていたドラマ。2月23日0時20分（22日深夜）から九州朝日放送でも放送される。全6回。主演の橋本環奈にとっては連続ドラマ初主演作。

## 概要
AbemaTVが開催した「NEXT CREATOR’S COMPETITION2017」で応募総数約600の中から、「10～20代の若い女性を熱狂させる恋愛ドラマ」というテーマで「シナリオライター賞」大賞を受賞した山下すばるの作品の映像化。連続ドラマ化に当たり三浦希紗が脚本に加わり、脚本監修として吉田恵里香が参加する。
AbemaTVでは女子中高生向けの恋愛リアリティーショーがヒットしていることもあり、片思いをテーマに若者のストレートな純愛を描く。公式略称は“イチコイ”。
主題歌には竹内まりやの「ミラクル・ラブ」を起用。
第1話を配信した18日の視聴熱ドラマデイリーランキングで、大河ドラマ「いだてん」、“月9”「トレース」に次ぐ第3位にランクイン。
地上波においては、第5話が最終話となっており、第6話の放送はない不完全な形で終了している（但し、第5話の放送後の次回予告はあった）。
AbemaTVにおいては「スカルプDまつ毛美容液」（アンファー）の提供を受け、番組終了直後に番組オリジナルのCMを配信していた（理沙編、ミナ編）。

## あらすじ
17歳の冬。絵をかくのが得意な水瀬あかりは、家族旅行で訪れた島で民宿の息子・森田郁巳に恋をした。4年に1度おとずれるセレネ座流星群を見ながら二人はお互いの気持ちを確かめ合う。4年後の流星群の日、約束の高台に赴くも、現れたのはカメラを持った星野有利だった。スケッチブックを傍らにあかりの恋が始まる。

## 登場人物
水瀬あかり
演 - 橋本環奈
絵の得意な21歳。感性豊かで感じた思いをスケッチブックに描くのが趣味。絵が得意なことからデザイン会社に就職を希望するが、具体的な夢はなく面接でも答えられない。偶然にボーイ姿の郁巳を見かけたことからキャバクラ店に体験入店するほど後先をあまり考えない性格。最終回では漫画家になる。
森田郁巳
演 - 板垣瑞生
離島・宇木島にある民宿の息子。あかりの初恋の相手。上京後はキャバクラ店のボーイとなる。実は父親が抱えた借金を肩代わりし背負っていた。
小橋奈津菜
演 - 大野いと
あかりの親友。演劇に打ち込むが小劇場中心のため、ノルマに苦しむ。一時はパパ活をして稼いでいたが体を求められ、及び腰となる。ひそかに大和に恋している。
乾大和
演 - 濱田龍臣
あかりの幼馴染。あかりや奈津菜にとってはいつも傍にいる理解者。父の営む居酒屋の厨房で働く。
星野有利
演 - 古川雄輝
女性の扱いがうまい大人な男性。拾ったスケッチブックを届けたことであかりと出会うが、初対面した際あかりに突然キスをするほど積極的。本業は風景カメラマン。
川名理沙
演 - 森矢カンナ
星野と肉体関係を続ける女。星野に「妊娠した」と告げる。
早見香織
演 - 滝沢沙織
カフェの店長。星野有利が撮った写真を店内に飾る。
柳沼里佳子
演 - 芦名星
光画出版の編集者。
竜一
演 - 渋谷謙人
郁巳が勤めるキャバクラ店「AUBE」の店長。夢を応援すると吹聴しつつ、裏ではデート商法のあっせんも行っている。
ミナ
演 - 八木アリサ
天真爛漫なキャバクラ嬢。憎めない性格であり、ボーイという立場の郁巳にも分け隔てなく気さくに接する。
乾昭夫
演 - 田口浩正
大和の父親。息子の名を冠した「居酒屋やまと」を営む。

### ゲスト
- 小さな劇団の主宰 - 板倉武志(1、2、4）
- 水瀬ゆかり - 鈴木麻衣花（1、2、3、6）
- パパ活のおじさん - 水野智則（1、2）
- カノウ - 米村亮太朗（4、5）
- 黒田(あかりを襲うボーイ) - 櫻井圭佑（4）
- 三澤澄也（6）

## スタッフ
- 脚本：山下すばる、三浦希紗
- 脚本監修：吉田恵里香
- 監督：本橋圭太
- 音楽：矢野博康
- オープニングタイトルバック：熊本直樹（EDP）
- フードコーディネイター：はらゆうこ
- マスコットデザイン：福永すみれ
- 劇中漫画：丘邑やち代（ユーナ）、小林まどか
- 写真監修：木村琢磨、石斯名
- 撮影協力：日本工学院八王子専門学校、din Cozy-cafe DAIN[注 3]、AUBE[注 3]
- アクションコーディネーター：釼持誠
- プロダクトマネージャー：古賀吉彦
- プロデューサー：神通勉（AbemaTV）[注 4]、池田克彦（AbemaTV）、山田利宣（九州朝日放送）、平部隆明（ホリプロ）、石田麻衣（ホリプロ）、宮川宗生（ホリプロ）
- 製作プロダクション：ホリプロ
- 制作協力：九州朝日放送
- 製作著作：AbemaTV

## 放送局
| 放送対象地域 | 放送局              | 系列           | 放送期間              | 放送日時                                                                                          | 備考                                                  |
| ------------ | ------------------- | -------------- | --------------------- | ------------------------------------------------------------------------------------------------- | ----------------------------------------------------- |
| 福岡県       | 九州朝日放送(KBC)   | テレビ朝日系列 | 2019年2月23日 -       | 毎週土曜日0:15 - 1:05 （金曜日深夜）                                                              | 制作協力                                              |
| 熊本県       | 熊本朝日放送(KAB)   | テレビ朝日系列 | 2019年2月23日 -       | 毎週土曜日0:15 - 1:05 （金曜日深夜）                                                              |                                                       |
| 大分県       | 大分朝日放送(OAB)   | テレビ朝日系列 | 2019年2月23日 -       | 毎週土曜日0:45 - 1:35 （金曜日深夜）                                                              |                                                       |
| 長崎県       | 長崎文化放送(NCC)   | テレビ朝日系列 | 2019年2月24日 -       | 毎週日曜日0:35 - 1:25 （土曜日深夜）                                                              | 第4話は3月16日1時25分 - 2時15分に放送。               |
| 鹿児島県     | 鹿児島放送(KKB)     | テレビ朝日系列 | 2019年2月24日 -       | 毎週土曜日1:45 - 2:15 （金曜日深夜）                                                              | 第1話は2月24日3時00分 - 3時50分（土曜日深夜）に放送。 |
| 近畿広域圏   | 朝日放送テレビ(ABC) | テレビ朝日系列 | 2019年2月25日 -       | 毎週月曜日2:55 - 3:42 （日曜日深夜）                                                              |                                                       |
| 新潟県       | 新潟テレビ21(UX)    | テレビ朝日系列 | 2020年1月2日 - 1月4日 | 1月2日 1:55 - 3:35（第1話、第2話） 1月3日 1:40 - 3:20（第3話、第4話） 1月4日 1:45 - 2:35（第5話） | 集中放送。                                            |

## 音楽

### 主題歌
- 竹内まりや「ミラクル・ラブ」（ワーナーミュージック・ジャパン）

### 挿入歌
- 竹内まりや「元気を出して」（ワーナーミュージック・ジャパン）

### オープニングテーマ
- キム・ヒョンジュン「PURELOVE」（ディスカバリー・ネクスト）

## 配信リスト
| 配信開始日     | 話数  | サブタイトル                                         | 時間 | 脚本       | 特記 |
| -------------- | ----- | ---------------------------------------------------- | ---- | ---------- | ---- |
| 2019年 2月18日 | 第1話 | 「奇跡の出会いと、史上最悪な再会」                   | 40分 | 山下すばる |      |
| 2月25日        | 第2話 | 「覚悟のずぶ濡れ！彼を想って、真冬の川に入水！」     | 40分 | 山下すばる |      |
| 3月4日         | 第3話 | 「いきなり抱き寄せハグ！サプライズ大告白」           | 40分 | 三浦希紗   |      |
| 3月11日        | 第4話 | 「まさかの王子様登場！史上最大のピンチから救い出せ」 | 40分 | 山下すばる |      |
| 3月18日        | 第5話 | 「3人から同時告白！選ばれる男は誰！？」              | 40分 | 三浦希紗   |      |
| 3月25日        | 第6話 | 【最終回】涙、涙、涙の純愛。運命の相手がついに決定！ | 40分 | 山下すばる |      |